# Диандре Ејтон
Диандре Едонил Ејтон (енгл. Deandre Edoneille Ayton; Насау, 23. јул 1998) бахамски је кошаркаш. Игра на позицији центра, а тренутно наступа за Лос Анђелес лејкерсе. 
Ејтон је на НБА драфту 2018. године изабран као први пик од стране Санса. Изабран је у прву петорку идеалног тима новајлија за сезону 2018/19.

## Успеси

### Појединачни
- Идеални тим новајлија НБА — прва постава: 2018/19.